# Tropidurus catalanensis
Tropidurus catalanensis là một loài thằn lằn trong họ Tropiduridae. Loài này được Gudynas & Skuk mô tả khoa học đầu tiên năm 1983.